# Valós idejű stratégiai játék

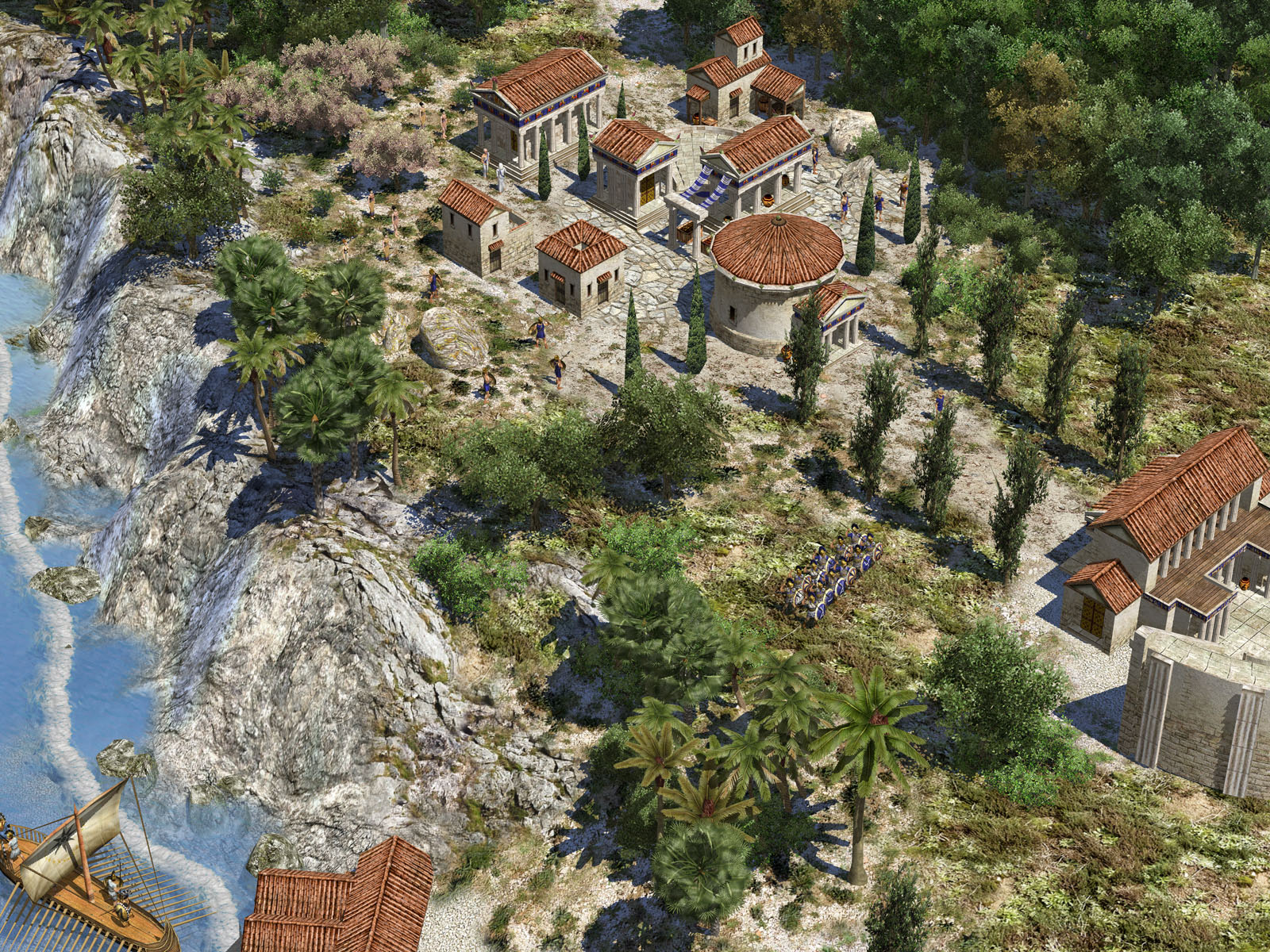
Képernyőképek a 0 A.D. (nyílt forráskódú és nyílt tartalmú) történelmi-ókori tárgyú RTS-ből

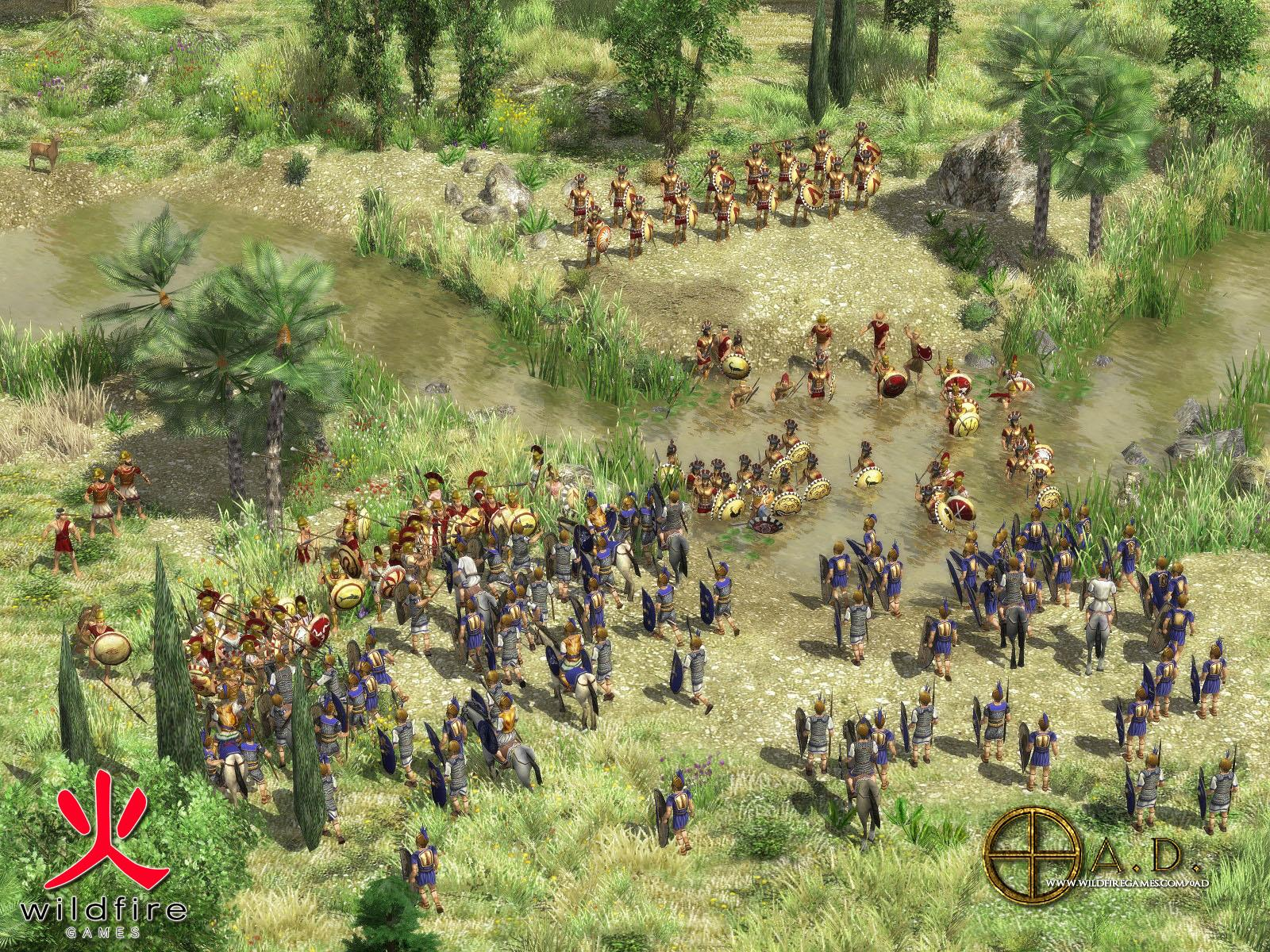
Képernyőképek a 0 A.D. (nyílt forráskódú és nyílt tartalmú) történelmi-ókori tárgyú RTS-ből

A valós idejű stratégiai játék  (szlenges, rövid változatban „valós idejű stratégia”; angolul real-time strategy (game), rövidítve RTS) a videójátékok egy műfaja. Ezek a játékok a számítógépmonitor által megjelenített térképen játszódnak, ennek a térképnek a többé-kevésbé véletlenszerűen választott egy-egy pontján indulnak a játékosok általában kis számú épülettel. Az átlagos esetekben a fő feladatok a játéktérképen lévő erőforrások összegyűjtése, mindezekből pedig bázisok – épületek, vagy más egységgyártó létesítmények (űrhajók, pl.) – építése, technológiák kikutatása, fejlesztése és az épületekben illetve gyártó létesítményekben gyártott egységek (munkások, harcosok, járművek stb.) irányítása, az elérendő cél, hogy a játékosok vagy a belőlük alakult csapatok egymást vagy a számítógépet legyőzzék harcban, illetve különböző, katonai tevékenységet igénylő feladatokat hajtsanak végre. A leggyakoribb cél az ellenséges bázisok és egységek megsemmisítése vagy elfoglalása, de mindez a játék háttértörténetétől, műfajától is függ.
A valós idejűség azt jelenti, hogy a játékmenet folyamatos, az összes játékos bármikor adhat ki parancsokat, amelyek végrehajtása azonnal el is kezdődik (szemben a körökre osztott játékokkal, mint pl. a sakk vagy a Heroes of Might and Magic, melyekben amikor az egyik játékos lép, addig a többi várakozik, nem tud semmit csinálni). Ez általában nagyon gyors, akciódús játékmenetet eredményez (ez az egyik alapja a játéktípust ért kritikáknak is, miszerint az RTS-ek lényegét valójában a „versenyszerű kattintásözönök” képezik)
Az „RTS” kifejezés feltalálójának személye némileg bizonytalan, a kifejezést általában a Command & Conquer sorozat tervezőjének, Brett Sperrynek tulajdonítják, aki a Dune II c. játéka piacra kerülésekor alkotta meg, habár legelőször 1982-ben használták a BYTE magazinban a Cosmic Conquest című Apple II játék kapcsán. A legelső RTS valószínűleg az 1981-es Utopia volt, ami a Mattel cég Intellivison nevű konzolára és Aquarius nevű homecomputerére jelent meg.
Az első tiszta formájú RTS-nek a Dűne II-t tartják a legtöbben, számos elemet vezetett be a játék, amelyek korábbi, az „első RTS” megtisztelő címére szintén esélyes játékokban (Populous (1989), Herzog Zwei (1989), The Ancient Art of War (1984)) vagy el-elkülönítve találhatóak, vagy pedig más elemekkel (taktikai harci játékok, arcade vagy rpg elemek) keverednek: a nyersanyaggyűjtést a harveszter-járművekkel, a kisméretű kezdőbázist és bázisépítést, az épületépítés előfeltételességi faszerkezetét, valamint a játék fejlettebb kiadásaiban a környezetérzékeny egérkurzort, ami különböző feladatokat hajtott végre kattintáskor attól függően, hogy a játékos miféle objektumtípusra (erőforrásra, épületre, egységre stb.) mutatott rá vele.

## Alműfajok
Az RTS viszonylag új műfaj, így kőbe vésett, szakkönyvek által dokumentált felosztása még nincsen. Azonban kibontakozni látszanak a következő alágak:
- Valós idejű taktikai játék (RTT): Gyakorlatilag semmiféle gazdaságszimulációt (nyersanyaggyűjtés, technológiák) nem tartalmaz. A játék elején rendelkezésre állnak az egységek, ezekkel lehet harcolni. A hangsúly sokszor a taktikai szempontból minél hűbb háborús szimuláción van. Példa a videójátékok köréből: Total War sorozat (Shogun, Rome: total War), vagy a világháborús tankcsatákat feldolgozó tankmodelles stratégiai játékok.
- „Aréna-RTS”: Jelen van a nyersanyaggyűjtögetés és némi gazdaságszimuláció, de inkább csak a játék változatosságát növelendő, jelzésszinten. Komoly szerepet is játszhat a játékban, de főleg a harcban. Tipikus példa: C&C sorozat, Age of Empires sorozat, Starcraft.
- Stratégiai városszimulátor: A harc pusztán az egyik, és nem feltétlenül a leglényegesebb eleme a játéknak. Sokkal fontosabb egy jól működő világot létrehozni és megfelelően irányítani. Tipikus példája az ún. városépítőjáték-sorozat (pl. az Ubisoft Anno sorozata, a Caesar széria, vagy a Sierra Pharaoh-ja), illetve a Victoria II nevű történelmi játék, melyben kiemelt figyelmet fordítottak a szociológiai tényezők hűebb modellezésére (pl. minden városlakosnak van egy „milyen vallást követ?” attribútuma, ami egyedenként számon van tartva).

A felosztást nehezíti, hogy sok RTS a fentiek közül több módot is támogathat. Pl. az Age of Empires-ben a pályaszerkesztés során akár le is tilthatóak a gazdasági eszközök, így a küldetés elején adott egységek harca lesz az egyetlen játékelem.
Tematikájuk és stílusuk szerint megkülönböztethetőek:
- történelmi tárgyú RTS-ek, ahol a gazdaság és az egységek legalább nagy vonalakban követik némely történelmi korszak, illetve történelmileg létező geopolitikai egység (kontinens, civilizáció) jellemzőit (néhány példa: Age of Empires, Stronghold, 0.A.D., World of Tanks, Hegemony);
- léteznek  ugyanakkor sci-fi és fantasy RTS-ek, melyek science fiction, illetve fantasy jellegű műveket dolgoznak fel, az egységek, nyersanyagok és technológiák futurisztikus vagy mágikus jellegűek (Command & Conquer, Homeworld, Starcraft, Warcraft). Létezik olyan játék is, ahol mindezek a jellemzők keverednek: a játékos az őskorban indul, de eljuttathatja civilizációját az atombomba és űrhajók korába, olyan történetet teremtve, mely a történelem során nem fordult elő (Civilization sorozat).

## Grafika
A műfajra megalakulása kezdetétől, a kilencvenes években, a kétdimenziós izometrikus grafika volt jellemző. Az első teljesen háromdimenziós grafikájú RTS, a Homeworld 1999-ben jelent meg, de (a hardware-ek teljesítményének relatíve lassú bővülése, s valószínűleg a tervezőcégektől igényelt több erőforrás miatt) az újítás csak lassan terjed, az izometrikus grafikájú RTS-ek egészen máig jelen vannak.

## Mesterséges intelligencia
Az RTS-ek és a velük rokon játékok fejlesztése számos, komoly matematikai hátteret igénylő probléma kezelését igényli. A mára akár már több ezer különálló egységet is mozgató és menedzselő játékok a számítási idő és a munkamemória optimalizálását igénylik, ezenfelül jó útkereső (pathfinding), felderítő és tűzkezelő algoritmusokat az egységszintű mesterséges intelligencia számára, fuzzy vagy más értelemben indeterminisztikus (valószínűségi) eljárásokat a bizonytalan, nem teljes információs vagy sokféle lehetséges kimenetelű helyzetekben (pl. fog of war miatt, vagy a más játékosokkal való ellenségességi-szövetségkötési viszonyok logikailag lehetséges sokféle kimenetelére felkészülve), tanulási algoritmusokat az ellenfelek viselkedésének modellezésére és a játékbeli erőforrások kezelésére, temporális és térbeli logikai modelleket a játék időbeli dinamikájához való alkalmazkodáshoz. A kétezertízes évekig mindezeket a lehetőségeket a játékkészítők – főleg financiális okokból (AI kutatócsoportok felkérése mindezek megvalósítására gazdaságtalanná tenné a játékgyártást, egy cikk becslései szerint a gyártási folyamat összes CPU és memóriaigényének mindössze 15%-a fordítódik átlagban AI készítésére) – nem használták ki, azonban az elméleti kutatás megindult.
Az RTS-ek számára készítendő AI egyik részproblémája az emberi játékosok képességeinek és gondolkodásának utánzása, vagy akár meghaladása. Mint számos más játéktípus, úgy az RTS-ek is használnak szimulált játékosokat (CCP-s: Computer Controlled Players vagy CP-s: Computer Players, esetleg NPC-s, azaz Non-player Characters), hogy az egyjátékos mód ellenfeleinek működését biztosítsák, vagy a többjátékos módban az esetlegesen nem elégséges számú emberi játékost pótolják. A legtöbb RTS játékosszinten valójában nem is mesterségesintelligencia-ágenseket, hanem többé-kevésbé determinisztikus, merev szkripteket használ annak előírására, hogy a CP mit építsen és mit gyártson, a kihívást pedig nem a CP valóban intelligens viselkedése, hanem a játékbeli erőforrásokkal való csalások jelentik (Age of Empires sorozat, pl.). Az RTS-ek számára készítendő mesterséges intelligencia készítése, igényektől függően, esetenként komoly matematikai háttérapparátus használatát veti fel (pl. fuzzy logika, neurális hálózatok).
Az első RTS-ek egyike, amelyik valóban dinamikus, tanulóképes AI-ágenseket próbál használni a játékosszintű AI megvalósítására, a nyílt forráskódú Bos Wars (2004) volt.